# Ten (manga)
Pour les articles homonymes, voir Ten.
Ten - Tenhōdōri No Kaidanji (天 - 天和通りの快男児) est un manga écrit et dessiné par Nobuyuki Fukumoto et qui a pour thème le jeu de mah-jong. Il est prépublié dans le magazine Kindai Mahjong Gold entre 1989 et 2002 et est compilé en 18 tomes aux éditions Takeshobo.

## Scénario
L'histoire commence lorsque Hiroyuki Igawa, qui a une grande connaissance de la logique du mah-jong, rencontre Takashi Ten, qui gère une entreprise autour du jeu. Ten est un joueur très compétitif, qui a une forte envie de réussir, et Hiroyuki commence à admirer Ten et s'immisce dans le monde du mah-jong. 
Peu après, ils rencontrent le joueur légendaire Shigeru Akagi, connu comme 'L'homme du Royaume Divin", ainsi que les meilleurs joueurs de la région Kansai, Katsumi Harada et Mitsui Soga. Ils s'affrontent pour déterminer le meilleur joueur de la scène underground du mah-jong. 

## Présentation
Commencé comme un manga "tranche de vie" avec des éléments de mahjong, le manga évolue progressivement pour faire du jeu le thème principal de l'histoire. Avec cette œuvre, Fukumoto a souhaité s'éloigner de l'ambiance classique du drame pour obtenir quelque chose de plus innovant. 

## Séries dérivées
Un spin-off et une préquelle du même auteur, Akagi, centré sur le personnage de Ten du même nom est publié entre 1991 et 2018.
Une suite intitulée HERO Akagi no Ishi o Tsugu Otoko, dont l'action se situe 3 ans après les évènements de Ten, écrite et dessinée par Jirō Maeda avec la coopération de Fukumoto, est publiée entre octobre 2009 et juillet 2021.
Une autre suite, se déroulant 20 après les évènements de Ten, intitulée Yamima no Mamiya, écrite et dessinée par Fukumoto, est publiée depuis juillet 2019.

## Adaptation
Un drama, porté par Gorō Kishitani (Takashi Ten) et Yūki Furukawa (Hiroyuki Igawa), est diffusé entre le 4 octobre 2018 et le 29 décembre 2019 sur TV Tokyo. Il comporte 17 épisodes, ainsi qu'un épisode spécial.

## Liste des volumes
| no | Japonais         | Japonais          |
| no | Date de sortie   | ISBN              |
| -- | ---------------- | ----------------- |
| 1  | 21 août 1989     | 978-4-88475-431-0 |
| 2  | 21 août 1989     | 978-4-88475-432-7 |
| 3  | 31 mai 1990      | 978-4-88475-454-9 |
| 4  | 19 avril 1991    | 978-4-88475-505-8 |
| 5  | 24 avril 1992    | 978-4-88475-575-1 |
| 6  | 31 juillet 1992  | 978-4-88475-596-6 |
| 7  | 22 avril 1993    | 978-4-88475-639-0 |
| 8  | 28 février 1994  | 978-4-88475-699-4 |
| 9  | 27 février 1995  | 978-4-88475-780-9 |
| 10 | 17 août 1995     | 978-4-88475-833-2 |
| 11 | 27 juillet 1996  | 978-4-81245-076-5 |
| 12 | 30 août 1997     | 978-4-81245-145-8 |
| 13 | 27 août 1998     | 978-4-81245-208-0 |
| 14 | 27 mars 1999     | 978-4-81245-287-5 |
| 15 | 27 mai 2000      | 978-4-81245-390-2 |
| 16 | 24 novembre 2000 | 978-4-81245-456-5 |
| 17 | 27 juin 2001     | 978-4-81245-531-9 |
| 18 | 27 avril 2002    | 978-4-81245-648-4 |